# Heather Brooke
Heather Rose Brooke (1970) é uma jornalista norte-americana, defensora da liberdade de informação. Morando no Reino Unido desde o começo da década de 1990, ela ficou conhecida por ser um dos jornalistas que reportaram o vazamento das informações do escândalo de gastos do parlamento britânico em 2009, o que terminou com a renúncia do líder da Câmara dos Comuns, Michael Martin.
Brooke é professora de jornalismo na City University, em Londres. Ela é autora dos livros Your Right to Know (2006), The Silent State (2010) e The Revolution Will Be Digitised (2011).